# Man, Woman, Wild
Man, Woman, Wild (Pareja salvaje, en Latinoamérica; Supervivencia en pareja, en España) es una serie de televisión de Discovery Channel, protagonizada por Mykel Hawke, exintegrante de las Fuerzas Especiales, y su esposa, la periodista Ruth England.

## Tema
En la serie, un matrimonio trata de sobrevivir en los lugares más inhóspitos del mundo. Hawke le enseña a sobrevivir a su esposa Ruth, y también transmite al público las técnicas de supervivencia que se pueden usar en caso de que se encuentren en una situación similar a la que ellos enfrentan.

## Temporada 1
1. 2010-07-16, Amazona
2. 2010-07-23, Botsuana
3. 2010-07-30, Louisiana
4. 2010-08-13, Tasmania[4]
5. 2010-08-20, México
6. 2010-08-27, Utah
7. 2010-09-03, Islas Cook
8. 2010-09-10, Alaska
9. 2010-09-17, Tennessee
10. 2010-09-24, Dominica

## Temporada 2
1. 2011-09-02, Perdidos en el océano (cerca de Bahamas)
2. 2011-09-09, Louisiana
3. 2011-09-16, Jungla Amazona
4. 2011-09-23, Quicksand & Sinkholes (South Andros[5] in the Bahamas)
5. 2011-09-23, Destrucción volcánica (Montserrat)
6. 2011-09-30, Mensaje en la Botella (,[6] Panamá)
7. 2011-10-07, Sed en el desierto alto (Anza-Borrego[7] en California)
8. 2011-10-14, Encuentro con oso(Blackfeet Nation[8] en Montana)
9. 2011-12-29, Cocina de Oso (Alaska)
10. 2012-01-05, Kentucky
11. 2012-01-12, Odisea en la cueva de Croacia (Croacia)
12. 2012-01-19, Tierras Altas de Escocia